# Журавка
Журавка (на руски: Журавка) е село в Кантемировски район на Воронежка област на Русия. Административен център на селището от селски тип Журавское. Разположено е на 9 km северозападно от Кантемировка.

## География

### Улици
- ул. 50 лет Октября,
- ул. Комсомольская,
- ул. Крупской,
- ул. Луговая,
- ул. Пролетарская.

## История
Журавка възниква през 1780-те г. и е разположено на склона на оврага Журавлик, откъдето идва и името му.
През 2010 г. в Журавка живеят 722 души.

## Население
| 2010 |
| ---- |
| 722  |